# Seznam ameriških raperjev
Seznam ameriških raperjev
- 4 40 Cal. A Aasim Abstract Rude Abstract Tribe Unique Aceyalone Ad-Rock Aesop Rock Agallah Akir Al Kapone Al Nuke Alias (artist) A.L.T. AMG (rapper) D-Dot Anquette Antoinette (rapper) Anwar Superstar Apathy (rapper) Apl.de.ap A-Plus (rapper) Arabian Prince Ron Artest Atari Blitzkrieg Atllas Autolect Mickey Avalon B B L A C K I E Baby D (rapper) Afrika Bambaataa Lloyd Banks MC Paul Barman Joe Bataan Beans (rapper) Beefy (artist) Belo Zero Benny Blanco Fonzworth Bentley Yung Berg Big B (rapper) Big Bank Hank Big Ed Big Herk Big Kuntry King Big Lurch Big Mello Big Moe Big Pimpin' Delemond Big Pokey Big Rube Big Sean Big Syke Big Tigger Big Tuck Big V (music) Bigg Jus Bizzy Bizzy Bone Black Child Black Moon (band) Black Rob Mars Black Twisted Black Blak Jak Amanda Blank Memphis Bleek Blinky Blink B cont. Blood Raw Kurtis Blow Blowfly (artist) Blu (rapper) Blueprint (rapper) Boac (rapper) Bohagon Tabi Bonney Bossman Bow Wow Ramel Bradley B-Real Breezy Beat MC Brother Ali Brother E Kev Brown Buckshot (rapper) Bun B Richard Burton (Baltimore) Busdriver Bushwick Bill Busy Bee Starski C Joe C. Cadillac Don & J-Money Cali Agents Camoflauge Luther Campbell Camu Tao Captain Dan & the Scurvy Crew Aaron Carter Ray Cash Cashis Casual (rapper) Caushun MC Ceja Celly Cel John Cena Chali 2na Charizma Chaundon Don Chezina Chi Ali Chief Kamachi Chill Rob G Chingy Chino XL Choppa Chubb Rock City Spud Cli-N-Tel Sean Combs Steve Connell Shawn Conrad Coo Coo Cal (rapper) Cool Calm Pete Coolio (Artis Leon Ivey jr.) Corey gunz Kevin Covais Bobby Creekwater Criminal Manne Crooked I Crunchy Black CunninLynguists Curren$y Mark Curry (rapper) Cyssero D Donald D D-Block D cont. D-Loc DJ Cheapshot DJ Hurricane DJ Laz DJ Subroc DJ Yella Da Youngstas Daddy X Dana Dane DaHv Danny! Deadlee Deezer D Def Jef Defari Demune Denny Blaze Dessa Danny Diablo Diamond (rapper) Mike D (musician) Rah Digga Diggaman Smoke E. Digglera User:DepravedWretch DMX (Dark Man X) Amanda Diva Diverse Divine Styler D-Nice Tha Dogg Pound B. Dolan Don Dinero Doseone Drag-On Drama (rapper) Dre (producer) Fred Durst E EMC (hip hop group) Eminem EPMD E.S.G. Earatik Statik Earleybird Easy Mo Bee Edan El-P Missy Elliott Emcee Lynx Josh Eppard Omar Epps Eye-Kyu F The Fab 5 Fabo FAM-LAY Fannius III The Fat Boys Uncle Louie Music Group Uncle Louie Management Elijah from philly Fat Tony (rapper) Fatlip Fatman Scoop David Faustino Kevin Federline Fiend (rapper) Tori Fixx F Flavor Flav Edgar Allen Floe John Forté Stan Fortuna Foxx (rapper) Sage Francis Sage Francis discography Michael Franti Freak Nasty Fresh Kid Ice Full Blooded Full a Clips Crew G Warren G Carlos Galvan Gangsta Boo Gangsta Pat Gemini (rapper) Gerardo The Ghost Writers Tyrese Gibson Gift of Gab (rapper) GodZeND Goldie Loc Gonzoe - Grandmaster Flash - Graveyard Shift (rapper) Brian Austin Green Cee-Lo Green Professor Griff Guerilla Black Guru (rapper) H Leslie Hall Charles Hamilton (rapper) Andre Harrell Steve Harwell Haystak Head-Roc Headliner (DJ) Hell Rell Nick Hexum Hot Dollar Hot Karl (rapper) Keith »Tryfle« Hudson Huey (rapper) Hurricane G Hush (rapper) I I-20 (rapper) Idle Warship Ill Bill Indo G Jesse Itzler J J Xavier J-Bo J-Flexx J-Love the Silver Glove J-Zone J-vibe Ja Rule Kevin Jack Jae-P Jah Jah Lord Jamar Jay Rock Jayo Felony Jazzy Five Wyclef Jean Jemini the Gifted One J cont. Jesse West J-five Jha Jha J-Kwon Jneiro Jarel Joell Ortiz Johnson&Jonson David Jude Jolicoeur Canton Jones Jonny Z Juice Crew Julian B Jus Allah Just-Ice K K-Dee K-Solo K-Swift K7 (musician) Juba Kalamka Kangol Kid Jamie Kennedy Lil' Kia Kid 'n Play Kid Creole (rapper) Kid Rock Kid Sister Killa Tay KJ-52 Knight Owl Kokane Konnan Kool Moe Dee Koopsta Knicca Kovas Krayzie Bone Krizz Kaliko Krohme Kuniva Kurupt Kutt Calhoun Talib Kweli Kyjuan Kyper L Mike Ladd (record producer) The Lady of Rage Lady May Lakey The Kid Lakim Shabazz MC Lars Last Emperor Lateef Jamie Laurie Mélange Lavonne Tracey Lee Lil Boosie Lil Flip Lil Italy Lil Mama Lil Wyte Lil iROCC Williams Lil' C-Style Lil' Corey Lil' Keke Lil' Kim Lil' Nation Lil' O Lil' Troy L cont. Lil' Wil Lil' ½ Dead List of Los Angeles rappers List of Miami rappers List of Northwest Hip Hop artists Little Ko-Chees Little Shawn Shawty Lo Tone Lōc Loose Logic Lord Infamous Lord T & Eloise Louieville Sluggah Louis Logic Pep Love Rico Love Lovebug Starski Ed Lover Egyptian Lover Lowkey (US rapper) Lumidee Luni Coleone Lupe Fiasco Mick Luter M M-1 (rapper) Tony M. MC 900 Ft. Jesus MC ADE M.C. Brains MC Frontalot MC Funky J MC Hammer MC Juice MC Luscious MC Lyte MC Magic MC Overdose Armand Navabi MC Serch MC Shan MC Trouble MCA (musician) MF Grimm MG! The Visionary Mac (rapper) Mac Lethal Mac Minister Katherine McAlpine Jonathan McDaniel Darryl McDaniels Magoo (rapper) Mala Reignz Romany Malco ManCHILD Mannie Fresh Christopher Martin (entertainer) S. A. Martinez Marz (rapper) Mase Vincent Mason Dan Maynes-Aminzade Mc chris TruDog Me Phi Me E.D.I. Mean Mr. J. Medeiros Mekka Don M Melle Mel Mellow Man Ace Mercedes (rapper) Kelvin Mercer Andy Milonakis Pete Miser Daryl Mitchell Mix Master Ice Jam-Master Jay Mobonix Dru Money K. C. Montero Mr. Bigg Mr. Capone-E Mr. Lif Mr. Marcelo Mr. Serv-On Ms. Melodie M.S.G. Mtulazaji Davis Ali Shaheed Muhammad C-Murder MURS Myka 9 N NYOIL Nature (rapper) Necro (rapper) Pete Nice Nickelz Nikki D Nitti (producer) Nitty (musician) Nokio the N-Tity Novel (musician) Noztra Chuck Nutt Nyce O Ol' Dirty Bastard Shaquille O'Neal P P-Star Sean P P.O.S. Pain in da Ass Paper Chasas Paradime Party Arty Quran Pender Pettidee Phesto Philadelphia Slick Jamal Phillips Joaquin Phoenix Pigeon John Pittsburgh Slim Pizon Playa Fly Playalitical The Poetess Mr. Pookie Jimmy Pop Jason Popson Robin Power Pras Tha Trademarc Presioni Sean Price P cont. Prince Markie Dee Prince Whipper Whip Project Pat Prolifik (rapper) Proof (rapper) Prozak (rapper) Public Enemy (band) Pvt Militant Q Q-Tip (rapper) Q-Unique QP (Rapper) Queen Latifah Queen Pen R R.A. the Rugged Man R. Prophet Radioinactive Raekwon Dee Dee Ramone Rappin' Granny Rasaq Rasheeda RBX Ready Rock C Red Cafe Red dogg Natina Reed Reef the Lost Cauze Remy Ma Rha Goddess Sam Rhansum Rhymefest Johnny Richter Kingspade User:Shane101yo/Sandbox Rocca (Italian-American rapper) Rock (rapper) Rock Bottom Entertainment Rock Master Scott & the Dynamic Three Doey Rock Dr. Rock Rocko (rapper) Rodan (rapper) Brandon C. Rodegeb Chris Rolle Roscoe (rapper) Asher Roth MC Router Glenn Rubenstein Run-D.M.C. Rye Rye S Sabac Red Sagat (rapper) Saigon (rapper) Saint Dog Hasan Salaam Sonny Sandoval Sarai (rapper) Sauce Money Seagram (rapper) Sebastian (rapper) Sen Dog Erick Sermon Sha Stimuli Mopreme Shakur Tupac Shakur Shamako Noble Roxanne Shanté S cont. Sharkula Charles Shaw (singer) Shawnna Anthony Shears Sheek Louch Shifty Shellshock Kia Shine Mike Shinoda Shorty Mack Show Money Beanie Sigel Silkk the Shocker Joseph Simmons Sir Jinx Sister Souljah Skatterman & Snug Brim Skinhead Rob Skull Duggery Slaine (rapper) Slimkid3 Slow Pain Slug (rapper) Smartzee Will Smith Smitty Sam Sneed Soce, the elemental wizard - Snoop Dog - Solé Sole (artist) Solomon (rapper) Trey Songz Rob Sonic Soundmaster T Bubba Sparxxx Special K (artist) Spectre (musician) Speech (rapper) Spot (rapper/producer) Haji Springer Jesse Sprinkle Spyder-D Greydon Square Stacks (rapper) Starang Wondah Kenn Starr (rapper) Static Major Steady B Steele (rapper) Steffon Stic.man Stevie Stone O.G. Style Styles P Subtitle (rapper) LA Sunshine SupaStishun Supastition Supernatural (rapper) Swoop G T T La Rock T-Bone (rapper) T-Effect Taboo (rapper) Freaky Tah Tajai Tame One (rapper) Reek da Villian T Tash (rapper) Taurus (rapper) Teyana Taylor MC Tee Tek (rapper) Gabriel Teodros Termanology Terminator X Thes One Thirstin Howl III Khleo Thomas Chris Thurston Time (rapper) Timz Tito 6 TobyMac Tonedeff Top Dog (rapper) Tony Touch Traxamillion Tre-8 Treach T cont. Trick-Trick Tru-Life Tone Trump Tyrin Turner U The U-Krew V Mr. V Vakill Oschino Vazques Vita (rapper) W Mark Wahlberg C-Rayz Walz Justin Warfield Ohmega Watts Lil Weavah Kanye West James G. White Will.i.am  Freedom Williams Katt Williams Pharrell Williams Saul Williams Bryce Wilson Bryan Winchester Witchdoctor (rapper) Witness (rapper) W cont. Wonder Mike Wordsworth (rapper) Wreckonize Paul Wright (singer) X Mia X X-Raided Y Yak Ballz Yo Gotti Young B. Young Bleed Young Dro Young Hot Rod Young Jeezy Young Lay Young Noble Young V YTCracker Yung L.A. Yung Ralph Yung Wun Yungstar Z Z-Ro DJ Nal Hober